# Vieri Magli
Vieri Magli (Firenze, 10 luglio 1938 – Montecorboli, 24 novembre 2017) è stato un calciatore italiano, di ruolo attaccante.

## Carriera
Figlio di Renzo e nipote di Augusto, si formò calcisticamente nella Fiorentina. Nel 1955 seguì il padre allenatore al Genoa.
Esordì in rossoblu il 24 febbraio 1957 nella sconfitta esterna per 5-1 contro l'Udinese, incontro in cui segnò una rete. Nella stagione collezionerà altri tre incontri, ottenendo con il suo club la salvezza all'ultima giornata.
Nella stagione 1958-1959 segue il padre al Taranto, club con cui gioca in cadetteria diciassette incontri segnando una rete, ottenendo il dodicesimo posto.
Nel 1959 passa al Perugia che militava in terza serie. Nelle due stagioni umbre ottiene nel Girone B il decimo posto nella stagione 1959-1960 ed l'undicesimo in quella seguente.
Nel 1961 passa all'Empoli con cui retrocesse dal Girone B della Serie C 1961-1962.